# كارلوس نونيز مونيوث
كارلوس نونيز مونيوث (بالإسبانية: Carlos Núñez)‏ هو موسيقي إسباني، ولد في 16 يوليو 1971 في فيغو في إسبانيا.

## وصلات خارجية
- الموقع الرسمي
- كارلوس نونيز مونيوث على موقع IMDb (الإنجليزية)
- كارلوس نونيز مونيوث على موقع ميوزك برينز (الإنجليزية)
- كارلوس نونيز مونيوث على موقع أول ميوزيك (الإنجليزية)
- كارلوس نونيز مونيوث على موقع ديسكوغز (الإنجليزية)
- كارلوس نونيز مونيوث على موقع قاعدة بيانات الفيلم (الإنجليزية)